# Susana Peix Cruz
Susana Peix Cruz   (Barcelona, 3 de gener de 1969) és una gemmòloga, bibliotecària i escriptora de literatura infantil i juvenil catalana. És especialista en accessibilitat.
Actualment segueix treballant com a bibliotecària, especialista en literatura infantil i juvenil, i com a autora i il·lustradora.
Li fou atorgat el Premi Mercè Llimona l'any 2011 amb el conte Xamae i el Premi Barrina que Barrinaràs l'any 2009 amb el conte Ha nascut un drac.

## Obres[6]
Contes infantils
- En Dolcet : el caramel que volia anar a la comparsa / text i il·lustracions: Susana Peix Cruz. Vilanova i la Geltrú : El Cep i la Nansa, 2005
- He trobat un barret / Montserrat Balada ; il·lustracions Susana Peix. Vilanova i la Geltrú : El Cep i la Nansa, 2008
- El Secret de la lluna /Susana Peix i Víctor Capdet ; il·lustracions de Lorena Torres. Vilanova i la Geltrú : El Cep i la Nansa, 2008
- Ha nascut un drac / Montserrat Balada i Susana Peix ; il·lustracions: Lorena Torres. Vilanova i la Geltrú : El Cep i la Nansa, 2010
- El Sol fa tard / Susana Peix ; il·lustracions d'Anna Llenas. Vilanova i la Geltrú : El Cep i la Nansa, 2011 i 2017
- Xamae / Susana Peix ; il·lustracions de Romina Martí. Barcelona : Abadia de Montserrat, 2011
- 20 anys després torna Special Olympics / Blanca Peribáñez ; il·lustracions de Susana Peix. Vilanova i la Geltrú : El Cep i la Nansa, 2012
- Saltironets / Susana Peix ; il·lustracions de Jordi Sunyer. Vilanova i la Geltrú : El Cep i la Nansa, 2013
- Diables! / Susana Peix ; il·lustracions de Sebastià Serra. Vilanova i la Geltrú : El Cep i la Nansa, 2014
- Un Conte de Festa Major / Susana Peix i Montserrat Balada ; il·lustracions Glòria Fort. Vilanova i la Geltrú : Pabordes 2015 : Ajuntament de Vilanova i la Geltrú : El Cep i la Nansa, 2015
- Dracs! / Susana Peix ; il·lustracions de Sebastià Serra. Vilanova i la Geltrú : El Cep i la Nansa, 2015
- Bip i Pol : els senyors de les estrelles / Susana Peix ; Juan R. Cruz ; il·lustracions de Guillem Monner. Sabadell : La Pulga con Gafas, 2016
- La Bruixa i el tió / Susana Peix ; Il·lustració: Òscar Julve. Barcelona : Baula, 2016
- Gegants! / Susana Peix ; Il·lustració: Sebastià Serra. Vilanova i la Geltrú : El Cep i la Nansa, 2016
- ¡Ya vooooy!  / Susana Peix ; Il·lustració: Romina Martí. A Coruña : Bululú, 2016
- Capgrossos! / Susana Peix ; il·lustracions de Sebastià Serra. Vilanova i la Geltrú : El Cep i la Nansa, 2017
- Mulasses! / Susana Peix ; il·lustracions de Sebastià Serra. Vilanova i la Geltrú : El Cep i la Nansa, 2017
- La Clau / Susana Peix ; il·lustracions de Cristina Serrat. Sant Feliu de Guíxols : Tramuntana, cop. 2017
- Dance World Cup / Susana Peix ; il·lustracions de Òscar Julve. Barcelona : Barcanova, 2017
- El Punt de la Jota (g, j, f)) / Susana Peix ; il·lustracions de Xavi Ramiro. Barcelona : Salvatella, 2017
- Germanes (m,n,b,v) / Susana Peix ; il·lustracions de Xavi Ramiro. Barcelona : Salvatella, 2017
- El Problema de la Erra (r, rr) / Susana Peix ; il·lustracions de Xavi Ramiro. Barcelona : Salvatella, 2017
- T'agrada ballar? / Susana Peix ; il·lustracions d'Òscar Julve. Barcelona : Barcanova, 2017
- A, d'artista (a) / Susana Peix ; il·lustracions Xavi Ramiro. Barcelona : Salvatella, 2018
- Bastoners! / Susana Peix ; il·lustracions de Sebastià Serra. Vilanova i la Geltrú : El Cep i la Nansa, 2018
- L'Ésser sense veu / Susana Peix ; il·lustracions de Cristina Zafra. Barcelona : Barcanova, 2018
- Una Excursió de por (u) / Susana Peix ; il·lustracions de Xavi Ramiro. Barcelona : Salvatella, 2018
- Una Festa de disfresses (o) / Susana Peix ; il·lustracions de Xavi Ramiro. Barcelona : Salvatella, 2018
- La Ics i les matemàtiques (x) / Susana Peix ; il·lustracions de Xavi Ramiro. Barcelona : Salvatella, 2018
- La Lletra xinesa / Susana Peix ; il·lustracions de Xavi Ramiro. Barcelona : Salvatella, 2018
- La Zeta dormilega (z) / Susana Peix ; il·lustracions de Xavi Ramiro. Barcelona : Salvatella, 2018
- Perill al bosc / Susana Peix ; il·lustracions de Mercè Canals. Barcelona : Jollibre, 2018
- Cercolets! / Susana Peix ; il·lustracions de Sebastià Serra. Vilanova i la Geltrú : El Cep i la Nansa, 2019
- Qui té la cua cargolada? / Susana Peix ; il·lustracions d'Ana Gómez. Barcelona : Combel, 2019
- En tinc 3 de 5 / Susana Peix ; il·lustracions de Roger Zanni. Sant Feliu de Guixols (Girona) : Tramuntana Editorial, 2019
- El Nan casteller / Susana Peix ; il·lustracions de Marc Sardà. Barcelona : Barcanova Editorial, 2019
- El Nan i les abraçades perdudes / Susana Peix ; il·lustracions de Marc Sardà. Barcelona : Barcanova Editorial, 2019
- Porta't bé! / Susana Peix ; il·lustracions de Julilustrador. Vilanova i la Geltrú : El Cep i la Nansa, 2019

Novel·la juvenil
- Oniris / Vilanova i la Geltrú : Carambuco, 2012

No ficció
- Lectura i discapacitat. Què, qui i com / Susana Peix i Meritxell Almirall. Barcelona : Abadia de Montserrat, 2019[7]